# Théodore Sindikubwabo
Théodore Sindikubwabo, né à Butare en 1928 et mort probablement en mars 1998, est un homme d'État rwandais, ancien député, plusieurs fois ministre, et président de la République du Gouvernement intérimaire rwandais, entre le 9 avril et le 19 juillet 1994, pendant le génocide des Tutsi au Rwanda.

## Biographie

### Carrière politique avant 1994
Originaire de la province de Butare (aujourd'hui province du Sud), Sindikubwabo est docteur en médecine. Il est ministre de la Santé dans le gouvernement du président Grégoire Kayibanda. Après l'arrivée au pouvoir de  Juvénal Habyarimana, Sindikubwabo exerça comme pédiatre au Centre hospitalier de Kigali. Il est ensuite député dans le parlement.

### Président de la République rwandaise par intérim durant le génocide
Immédiatement après l'assassinat du président Juvénal Habyarimana le 6 avril 1994, Sindikubwabo est nommé pour assurer l'intérim de la présidence de la république rwandaise par le comité contrôlé par le colonel Théoneste Bagosora, qui est directeur de cabinet au ministère de la Défense et l'un des principaux responsables militaires des Forces armées rwandaises pendant le génocide des Tutsi.
Le 19 avril 1994, dans un discours qui passe à la radio nationale Radio Rwanda, il sensibilise tous ceux qui n'avaient pas encore commencé de « travailler » [tuer] les Tutsi, et leur dire de laisser faire ceux qui le veulent. Le 29 avril, il retourne à Butare et dit aux chefs Hutu de superviser les autres Hutu qui sont en train de tuer les Tutsi. Le 18 mai, il va à la préfecture de Kibuye et il remercie la population pour ce qu'ils avaient bien fait (en tuant les Tutsi).
Profitant de ses connaissances en médecine, il dit aux radicaux quel type de veine couper pour provoquer une mort certaine, dans les hôpitaux il dit à tout le monde d'être prêt à tuer.

### Après le génocide
Il serait mort sans avoir été inculpé, en mars 1998. La date exacte et les circonstances de sa mort n'ont pas été élucidées : les thèses du SIDA et de l’assassinat sont évoquées.